# José Tarciso de Souza
José Tarciso de Souza (São Geraldo, 15 september 1951 - Porto Alegre 5 december 2018) was een Braziliaans voetballer, beter bekend onder zijn voetbalnaam Tarciso.

## Biografie
Tarciso begon zijn carrière bij America uit Rio de Janeiro en maakte in 1973 de overstap naar Grêmio. Met deze club won hij vijf keer het Campeonato Gaúcho en werd in 1981 landskampioen. In 1983 won de club zowel de Copa Libertadores als de intercontinentale beker. Met de opkomst van Renato Portaluppi werd hij minder belangrijk voor de club en in 1986 werd hij verkocht aan Goiás, waarmee hij dat jaar het Campeonato Goiano won. In 1987 ging hij voor het Paraguayaanse Cerro Porteño spelen en werd ook daar landskampioen mee. 
Hij ging later de politiek in en probeerde in 2004 verkozen te worden tot gemeenteraadslid in Porto Alegre, maar slaagde hier niet in. In 2008 werd hij wel verkozen en in 2012 herverkozen. 